# Netelia elegans
Netelia elegans är en stekelart som först beskrevs av Szepligeti 1905.  Netelia elegans ingår i släktet Netelia och familjen brokparasitsteklar. Inga underarter finns listade i Catalogue of Life.